# Barão do Descalvado
José Elias de Toledo Lima, primeiro e único barão do Descalvado (Mogi Mirim, 7 de novembro de 1816 — Descalvado, 30 de maio de 1894) foi um nobre brasileiro.
Era filho de Elias Antônio Aranha de Camargo e de sua primeira esposa, Maria Gertrudes de Toledo, com quem se casara em 1801. Foi casado com Ana Leduína da Cunha, filha do capitão João Gonçalves Teixeira e de Ana Leduína da Cunha (Lobo), que faleceu em 25 de dezembro de 1868. Eram suas sobrinhas as baronesas de Ibitinga, de Pirapitingui e de Paranapanema.
Recebeu o título de Barão do Descalvado, cidade em que José Elias residia, em 23 de dezembro de 1887, após uma visita do imperador D. Pedro II à mesma, no ano anterior.
Faleceu aos 77 anos, já viúvo, e seu corpo foi sepultado no Cemitério Municipal de Descalvado.